# Віллі Меєр
Віллі Меєр (нім. Willy Meyer; 2 жовтня 1912, Группенбюрен — 3 квітня 1944, Баренцове море) — німецький офіцер-підводник, оберлейтенант-цур-зее резерву крігсмаріне (1 лютого 1943).

## Біографія
3 квітня 1936 року вступив на флот. З вересня 1939 року служив у 8-й флотилії форпостенботів. З вересня 1941 по травень 1942 року пройшов курс підводника. З травня 1942 року — вахтовий офіцер на підводному човні U-657. В березні-травні 1943 року пройшов курс командира човна. З 26 червня 1943 року — командир U-288, на якому здійснив 2 походи (разом 27 днів у морі). 3 квітня 1944 року U-288 був потоплений в Баренцовому морі на схід від Ведмежого острова (73°44′ пн. ш. 27°12′ сх. д.) глибинними бомбами та ракетами бомбардувальників «Свордфіш» з британського ескортного авіаносця «Актівіті» та «Вайлдкет» і «Евенджер» з ескортного авіаносця «Трекер». Всі 49 членів екіпажу загинули.